# Ville d’Orleans

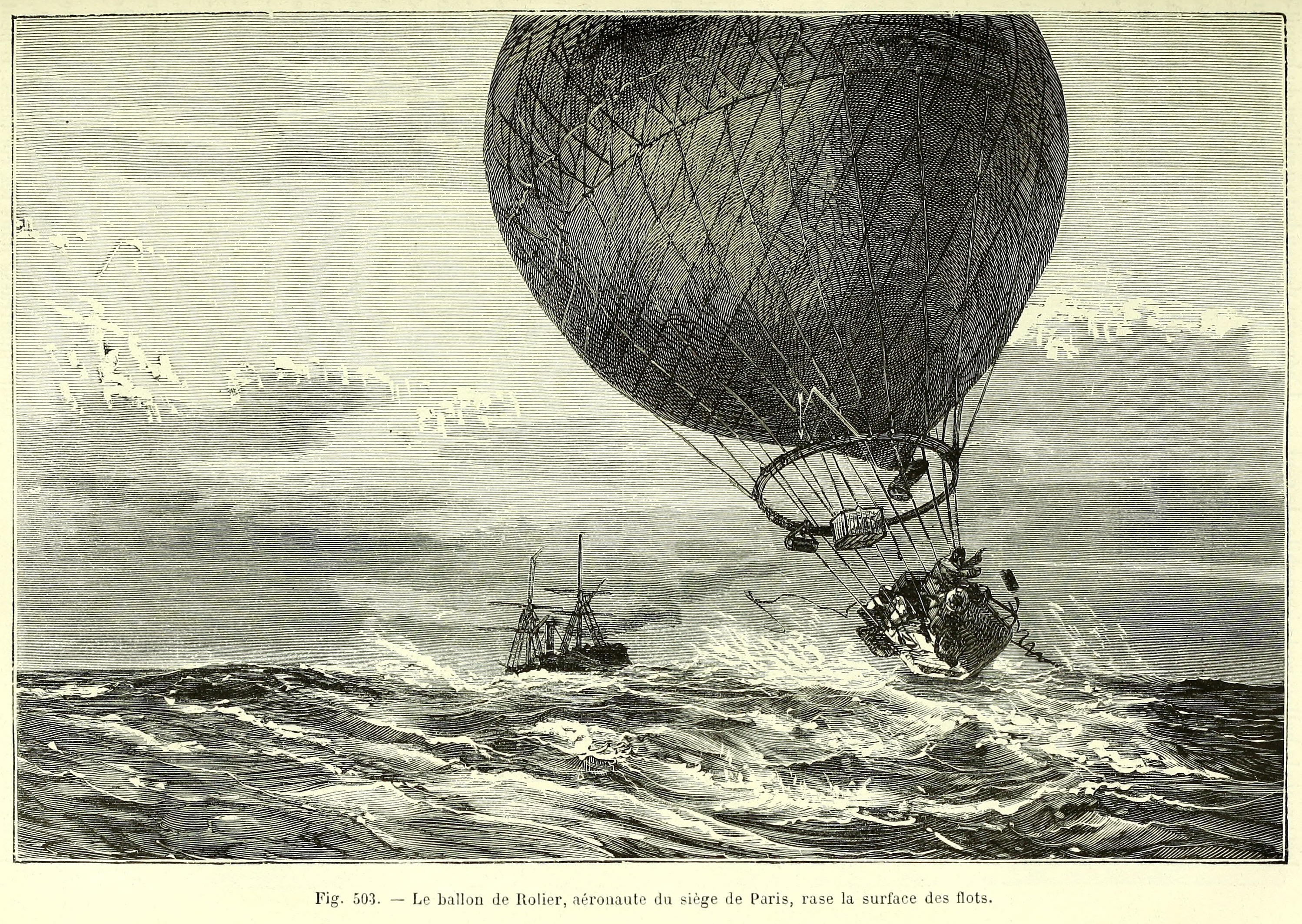
Ett trästick efter en teckning av Morten Müller som skildrar färden över Nordsjön.

Ville d’Orleans var en fransk gasballong som flög från Paris i Frankrike till Telemarken i Norge med två personer ombord 25 november 1870. Resan var den längsta luftfärden med passagerare under 1800-talet.
Ville d’Orleans var en av de 64 ballonger som under det Fransk-tyska kriget transporterade post, meddelande och enstaka passagerare från Paris som  belägrats av tyska trupper. Ombord var ballongskepparen Paul Rolier och en passagerare, den 30 år gamla franktirören Léon Bézier. Lasten bestod av 300 kg post, bland annat en depesch från Louis Jules Trochu till Léon Gambetta, brevduvor för att kunna skicka meddelanden tillbaka till Paris, samt sandsäckar som barlast.
Ballongen, som skulle flyga till Tours där den franska regeringen befann sig, startade  strax efter midnatt från området kring Gare du Nord. För att undvika beskjutning steg de till 2 700 meters höjd där en stark sydlig vind förde ballongen norrut över Belgien och Nordsjön.

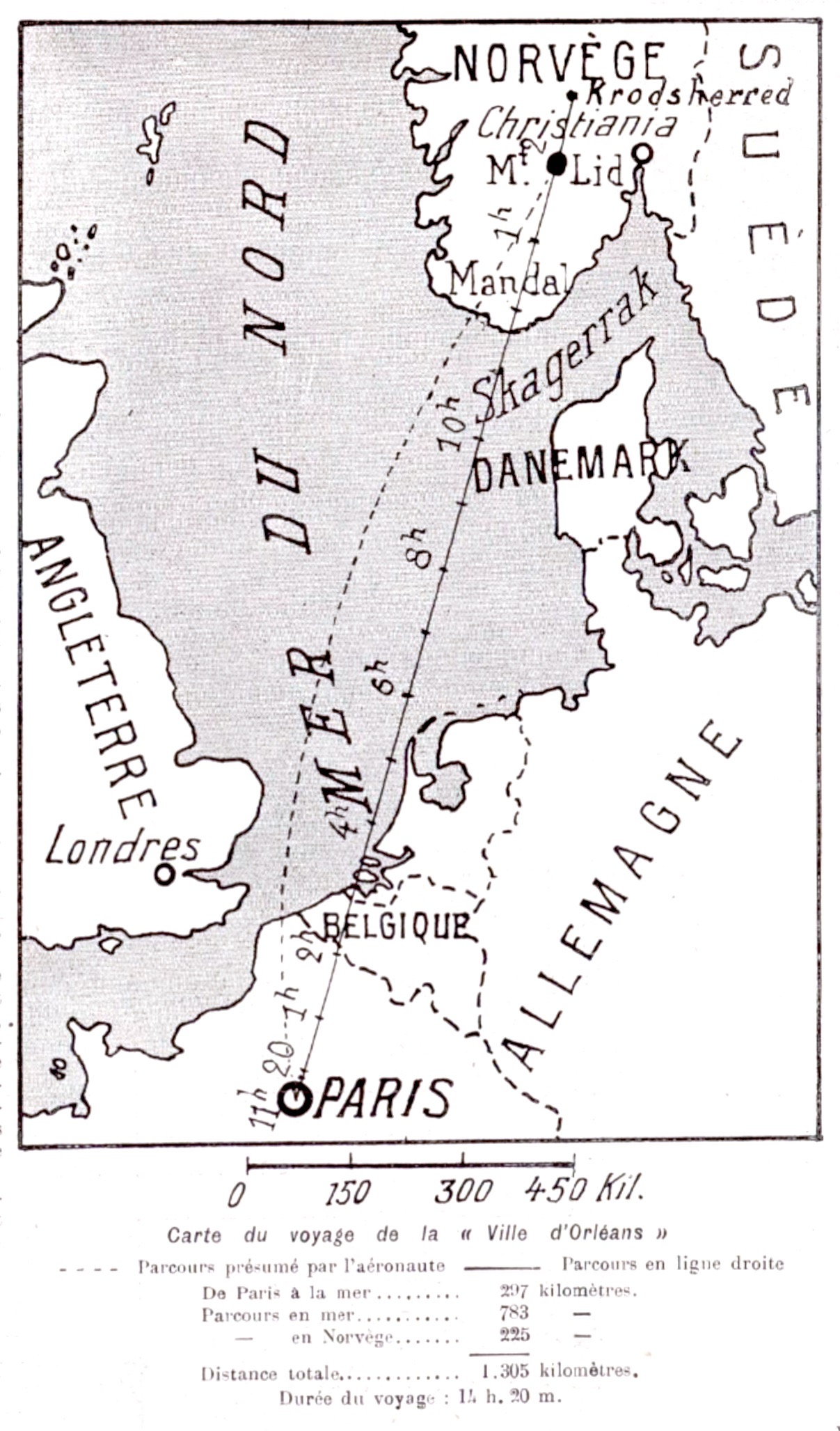
Karta över ballongfärden.

Ballongskepparen försökte förgäves att landa i Belgien och senare att kontakta fartyg på Nordsjön. Ballongen råkade in i dimma och först efter 15 timmars färd lyckades man att landa i Lifjell i Seljord i Telemarken efter en färd på mer än 1 200 kilometer. När resenärerna  lämnade gondolen slet sig ballongen och flög vidare till Krødsherad, 80 kilometer längre norrut, där den havarerade.
De frusna resenärerna fick hjälp att ta sig till Kristiania, dagens Oslo, med häst och släde och därifrån till Frankrike med båt. Posten  bärgades och skickades vidare till adressaterna.

## Eftermäle

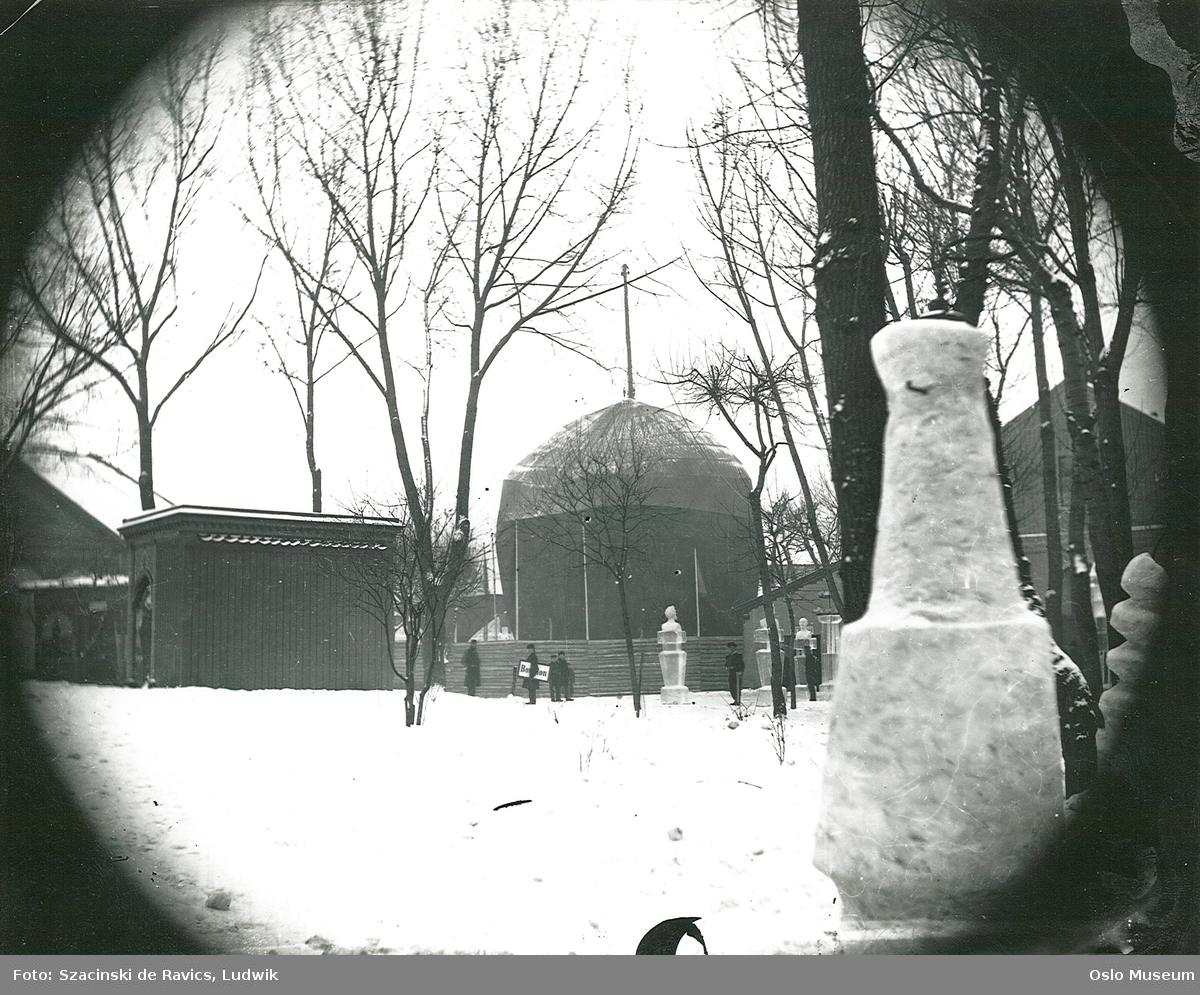
Utställning av ballongen på Tivoli.

Ballongen transporterades till Kristiania där den ställdes ut på Tivoli. Gondolen och en fransk flagga som var fäst på  ballongen finns i dag på Norsk Teknisk Museum i Oslo.
På platsen där resan slutade i Lifjell står "Ballongfararsteinen", en sten till minne om färden.